# Virginio Ferrari (clarinettista)
Virginio Ferrari (Parma, 3 dicembre 1833 – Parma, 3 luglio 1886) è stato un clarinettista italiano.

## Biografia
Entrò nel 1842 alla Regia Scuola di musica di Parma e studiò clarinetto nella classe del Maestro Giacomo Mori. Si diplomò nel 1851. Suonò per diversi anni al Teatro di Trieste, e ritornò a Parma nel 1856, dove aveva vinto per concorso il posto nella Reale Orchestra, presso l'attuale Teatro. Nel 1860 fu nominato insegnante nella Scuola di musica della banda della Guardia Nazionale cittadina e 2 anni dopo nella Regia Scuola di musica, ossia l'attuale Conservatorio di Parma. Nel 1876 dovette smettere di suonare a causa di un incidente che gli lese il braccio destro. Fu ricordato per l'assolo del Poliuto.
Tra i suoi allievi, vi fu Edgardo Cassani, divenuto anch'esso ottimo clarinettista.

## Riconoscimenti
Presso il Conservatorio di Parma è ricordato, come migliore clarinettista e docente.